# 中部アメリカ
中部アメリカ（ちゅうぶアメリカ、スペイン語: América Media）、またはミドルアメリカ（英: Middle America）とは、南北アメリカ大陸の中央部にある地域であり、北アメリカの南、南アメリカの北に位置する。定義は中央アメリカ（Central America）とは異なる。
主な領域としてはメキシコから中央アメリカにかけてと西インド諸島が挙げられるが、その領域には幅がある。場合によってはコロンビアやベネズエラを含める事もあり、西インド諸島が除かれたり、フランス領ギアナが含まれたりする事もある。
自然地理学では、中部アメリカは北アメリカと南アメリカを繋ぐ地域で、南北を橋渡ししている地峡部であり南部メキシコの最狭部であるテワンテペク地峡からパナマにかけての地域と同じ緯度に連なるカリブ海の西インド諸島を含めた総称である。
人文地理学的な視点では、中部アメリカは、中央アメリカとメキシコおよび西インド諸島を含めた地域を示す場合もある。
中央アメリカの西側では、北アメリカ大陸の狭まった部分、すなわち地峡はアメリカ合衆国南部のロッキー山脈とコロンビア北部のアンデス山脈を繋いでおり、太平洋と大西洋（またはメキシコ湾、カリブ海）を隔てている。 東側では、大アンティル諸島と小アンティル諸島が列島を作っている。この地域の北側は白亜紀前期の火山前線である事によって成立し、南側は鮮新世のプレートテクトニクスによって成立した。

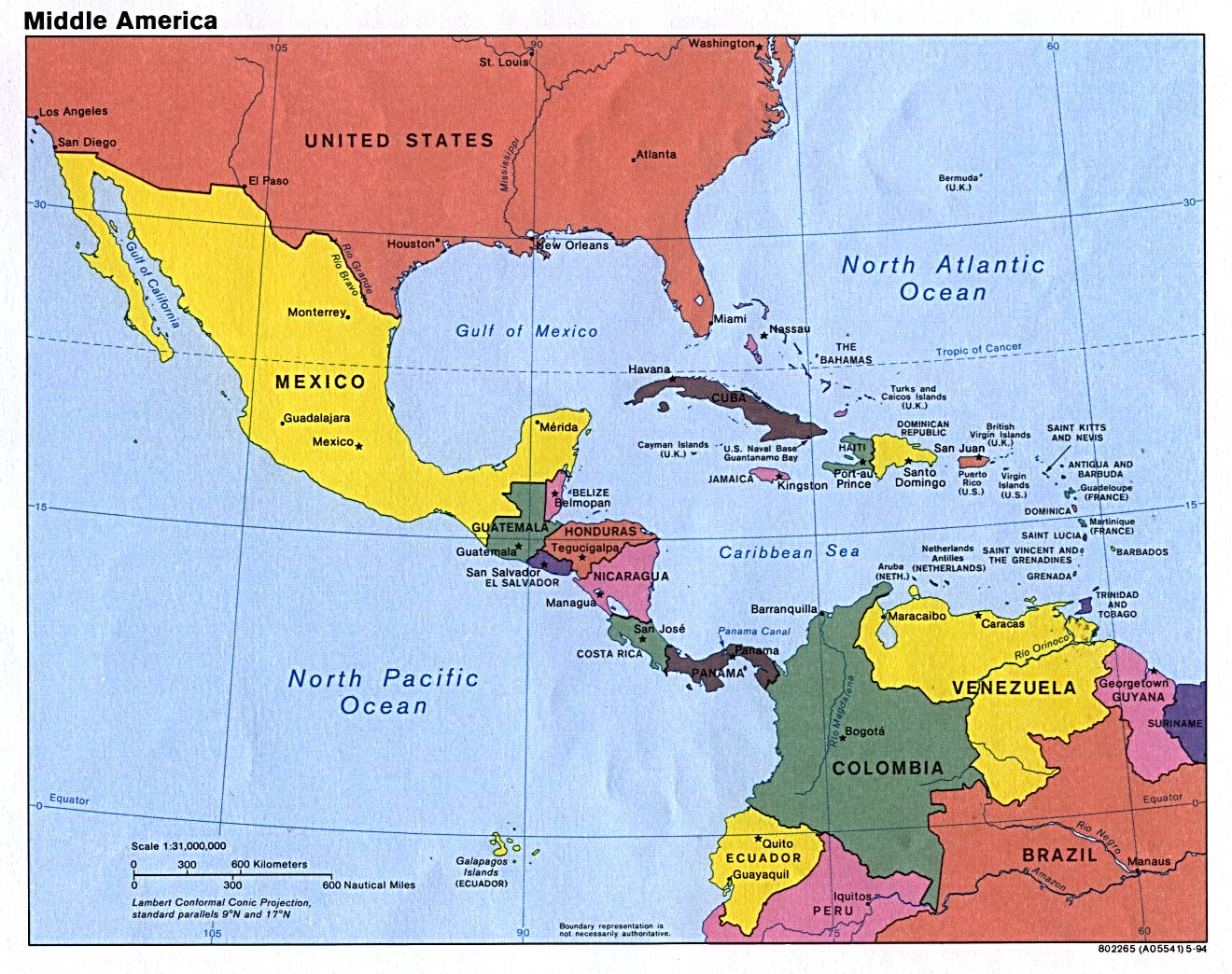
中部アメリカ

しばしば、Middle Americaの語はCentral Americaと同義と見做される。英語ではこの用語はMesoamericaと同義として用いられる事はあまりない。何故なら、メソアメリカは古代の中部アメリカ周辺に於ける文化的区分であり、メキシコ中部からコスタリカ北部にかけて用いているからである。加えて、コスタリカやニカラグアでは自らの事をメソアメリカ人や中央アメリカ人と自称する事があるが、アメリカ合衆国ではこれは広く支持されていないのである。